# عبد الناصر أحمد الوالي
عبد الناصر أحمد علي الوالي (و.1959) هو سياسي ووزير يمني، من مواليد عدن، عُين وزيرا للخدمة المدنية والتأمينات في حكومة معين منذ 18 ديسمبر 2020.

## المؤهلات العلمية
- بكالوريوس طب عام وجراحة – كلية الطب – خاركوف – الاتحاد السوفيتي 1986م.[2]

## أبرز المناصب التي تولاها
- وزير الخدمة المدنية والتأمينات ( 2020 - ).
- عضو هيئة رئاسة المجلس الانتقالي الجنوبي.[2]
- رئيس القيادة المحلية للمجلس الانتقالي الجنوبي في العاصمة عدن.[2]
- مدير عام مكتب الصحة العامة والسكان العاصمة – عدن 2016م.[2]